# Amazonas (Venezuela)
Lo Stato di Amazonas (in spagnolo Estado Amazonas) è uno dei 23 stati del Venezuela. È localizzato nella parte meridionale del paese e la sua capitale è Puerto Ayacucho. Confina a nord con lo Stato di Bolívar, a ovest con la Colombia e a sud e a est con il Brasile. Fa parte di una macroregione conosciuta come Guayana venezuelana.

## Storia
Nel 1864 fu costituito il Territorio Federale di Amazonas con capitale Puerto Ayacucho e nel 1992 fu trasformato in stato mantenendo la capitale e la superficie.

## Geografia fisica
È il secondo Stato del Venezuela in termini di superficie e quello con la densità minore. Gran parte del territorio è occupato dalla foresta Amazzonica.
Il clima è di tipo tropicale monsonico con precipitazioni annue che superano i 1.200 mm.
L'attività economica è scarsa, gran parte dei prodotti agricoli vengono consumati sul luogo. È in crescita il turismo, meta principale è il Parque Nacional Autana.
Lo Stato è ricco di risorse minerarie.

## Comuni e capoluoghi
1. Alto Orinoco (La Esmeralda)
2. Atabapo (San Fernando de Atabapo)
3. Atures (Puerto Ayacucho)
4. Autana (Isla Ratón)
5. Manapiare (San Juan de Manapiare)
6. Maroa (Maroa)
7. Río Negro (San Carlos de Río Negro)